# A19 (torpilleur)
 (novembre 2009).
Si vous disposez d'ouvrages ou d'articles de référence ou si vous connaissez des sites web de qualité traitant du thème abordé ici, merci de compléter l'article en donnant les références utiles à sa vérifiabilité et en les liant à la section « Notes et références ».
L’A19 est un  torpilleur allemand appartenant à la Classe A construite pendant la Première Guerre mondiale. Son principal port d'attache était Zeebruges.

## Historique
Dans la nuit du 20 au 21 mars 1918, quinze grands torpilleurs allemands tombent sur le barrage de Folkestone-Gris-Nez (sur les bancs de Flandre, dans la Manche, et en dix minutes envoient sur Adinkerke, Bray-Dunes et Dunkerque, devant lequel tonnaient les grosses pièces du monitor anglais Terror, 1 200 obus. Alertée la 6e division de patrouille franco-britannique de garde en rade de Malo-les-Bains appareille pour intercepter les torpilleurs allemands. La flottille est commandée par le capitaine de frégate Murray Rede qui a sa marque à bord du destroyer conducteur de flottille HMS Botha. Elle est composée des destroyers britanniques HMS Botha de 2 000 tonnes et HMS Morris de 1 100 tonnes (capitaine de corvette Percival), les contre-torpilleurs français de 800 tonnes Capitaine Mehl (capitaine de frégate de Perceval), Magon (capitaine de corvette Champoiseau) et Bouclier (lieutenant de vaisseau Alfred Richard). Les Allemands, ayant la consigne d'éviter les combats, battent en retraite en se dérobant derrière des écrans de fumée.
Du Botha on se rend compte qu'il se passe quelque chose sur mer car, bien que le ciel soit dégagé, on ne voit plus les étoiles vers le nord. Un obus éclairant est tiré qui fait apparaître un écran de fumée. Après un court combat d'artillerie, le Botha éperonne le torpilleur allemand A19 pensant s'en prendre à la flottille de torpilleurs en fuite. En réalité il vient de prendre à partie un torpilleur côtier de 130 tonnes qui patrouillait dans le secteur en compagnie de son sister-ship l’A7. Proprement sectionné en deux, l’A19 coule en quelques minutes, 19 membres d'équipage perdent la vie dans cette action. L’A19 sombre par 51°15'N et 02°40'E.
Toutefois lors de l'abordage le circuit électrique du Botha a été endommagé et celui-ci ne peut allumer ses feux pour se faire reconnaître des autres bâtiments de la flottille. 
Au même moment le torpilleur A7 est repéré par le HMS Morris qui l'attaque mais l’A7 parvient à s'esquiver ; toutefois sa manœuvre le fait défiler à contre-bord du Capitaine Mehl qui le torpille. Le contre-torpilleur Bouclier qui suit dans la ligne alliée prend l’A7 dans le feu de ses canons et l’achève. L’A7coule avec 23 hommes d'équipage.
En reformant la ligne le HMS Morris et le Capitaine Mehl repèrent une silhouette qui ne répond pas à leurs signaux de reconnaissance.
Ce qui entraîne une confusion et le torpillage du HMS Botha par le Captaine Mehl et le HMS Morris dont une des torpilles lancées frappe le Botha dans la chaufferie.
La méprise ayant été reconnue le HMS Botha reste à flot et peut être remorqué par le HMS Morris à Dunkerque où il rentre en bassin de radoub.

## Caractéristiques
Les torpilleurs A7 et A19 faisaient partie de la classe des torpilleurs côtiers A (A-I) construits en 1914-1915.
Ces bâtiments étaient de petite taille, 41 mètres de long, 4,60/ 5 mètres de large avec un tirant d'eau de 1,50 mètre.
Jaugeant 137 tonnes à pleine charge ils étaient armés de 2 tubes lance-torpilles de 450 mm et d'un canon de 50 ou 52 mm  sur la plage arrière. Ils pouvaient emporter 4 mines et étaient aussi équipés d'un dispositif léger de dragage de mine.
La machine était un moteur à vapeur de 3 cylindres à triple expansion avec une hélice de 1 mètre 80 de diamètre. La vitesse maximum était de 20 nœuds
Ils furent construits aux chantiers AG Vulcan de Stettin, sous les numéros de fabrication A1 à A 25.
Les A7 et A19 ont fait partie d'une série comprenant les torpilleurs A2, A4 à A16, A19 et A20 qui furent transportés en éléments à Anvers pour y être assemblés et constituer une flottille destinée à opérer sur la côte flamande contrôlée par les Allemands. 
Ils opéraient la plupart du temps de nuit ou à proximité des batteries côtières allemandes.